# Ozyptila pullata
Ozyptila pullata là một loài nhện trong họ Thomisidae.
Loài này thuộc chi Ozyptila. Ozyptila pullata được Tord Tamerlan Teodor Thorell miêu tả năm 1875.